# Shyam Lal Meena
Shyam Lal Meena (* 4. März 1965 in Banswara, Rajasthan) ist ein indischer Bogenschütze.
Shyam Lal Meena, 1,65 m groß und 62 kg schwer, nahm an den Olympischen Spielen 1988 in Seoul teil. Er belegte Platz 71 und wurde mit der Mannschaft 20.
1989 erhielt Shyam Lal, der zur Kaste der Meena gehört, den Arjuna Award der indischen Regierung. Er hatte zusammen mit Limba Ram und Skeljung Dorjee die Asienmeisterschaft gewonnen und Weltmeister Südkorea auf den zweiten Platz verwiesen.